# Saponi

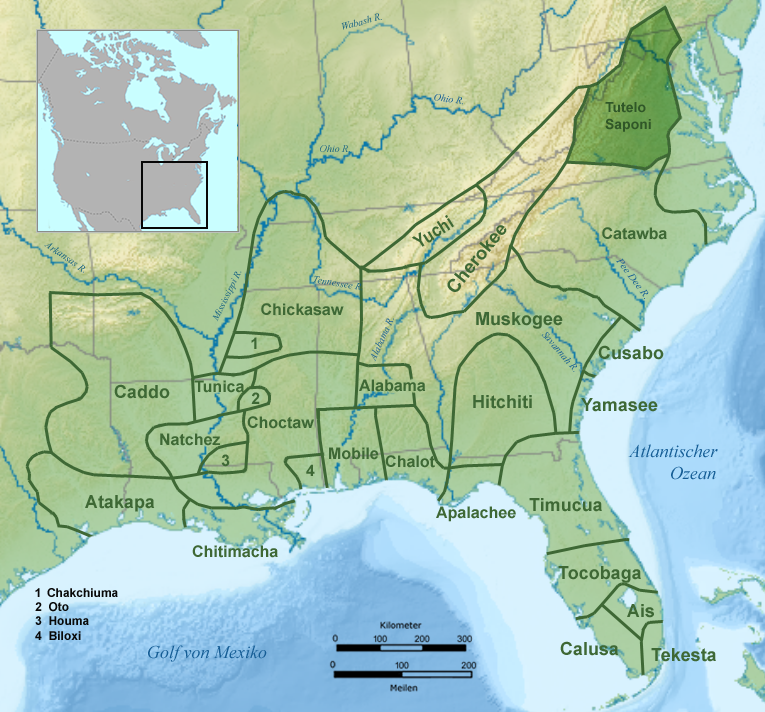
Stammesgebiet der Tutelo und Saponi, vermutlich vor 1600.

Saponi (auch Sappony) ist der Name eines der östlichen Stämme des indianischen Volkes der Sioux in den Vereinigten Staaten von Amerika. Sie sind verwandt mit den Stämmen der Tutelo, Occaneechi, Monacan, Manahoac und anderen östlichen Völkern der Sioux, deren ursprünglicher Lebensraum in den heutigen Bundesstaaten North Carolina und Virginia lag. Zwei der Stämme der Saponi sind durch den Staat North Carolina anerkannt, der Occaneechee Band of the Saponi Nation und die Haliwa-Saponi. Etliche andere Gruppen und Organisationen verstehen sich als Nachkommen der Saponi, darunter der Mahenips Band of the Saponi Nation im hinteren Ozarks-Bergland mit Verwaltungssitz in West Plains, Missouri, die Saponi Descendants Association (Vereinigung Saponistämmiger) in Texas und die Saponi Nation of Ohio. Eine Reihe Gemeinschaften behaupten, ebenfalls durch die Verwandtschaft mit den Melungeon von den Saponi abzustammen, beispielsweise die Carmel Indians aus Carmel in Ohio und eine Gruppe in Magoffin County in Kentucky.

## Geschichte
Der erste bekannte Kontakt zwischen den Saponi und den europäischen Siedlern wurde 1670 aufgezeichnet, als John Lederer ein Saponi-Dorf in der Nähe von Charlotte Court House in Virginia besuchte. 1671 führten Thomas Batts und Robert Fallam eine Expedition an, die ebenfalls dieses Dorf passierte und in ein weiteres Dorf in Long Island (Campbell County, Virginia) führte. Die Saponi, genau wie die mit ihnen eng verwandten Occaneechee, wurden während der Bacon’s Rebellion im Jahre 1676 von den Siedlern brutal angegriffen, eine Folge von Überfällen durch den nicht verwandten Stamm der Doeg. Zu diesem Zeitpunkt waren die Saponi beinahe ausgestorben und sie zogen sich gemeinsam mit ihren Verwandten und Verbündeten, den Occaneechee und den Tutelo, auf drei Inseln am Zusammenfluss der Flüsse Dan und Staunton bei Clarksville zurück.
Zu Beginn des 18. Jahrhunderts bewegten sich die Saponi mit den beiden verbündeten Stämmen zwischen North Carolina und Virginia hin und her, ein Versuch, sich vor der Regierung der beiden Kolonien und anderen Stämmen zu schützen. Sie kämpften erfolglos gegen die nördlichen Irokesen und führten einen Krieg gegen die Tuscarora. Eine Quelle aus dem Jahre 1728 deutet an, dass Colonel William Byrd II. die Grenzregion zwischen North Carolina und Virginia untersuchte, geführt von einem Jäger der Saponi namens Ned Bearskin. Byrd zählte etliche verlassene Kornfelder, die darauf hinwiesen, dass es zwischen den lokalen Stämmen schwerwiegende Konflikte gab. 1740 ergab sich eine Gruppe Saponi und Tutelos in Pennsylvania den Irokesen und schloss sich diesen an. Nachdem die meisten der Irokesen die Briten im Amerikanischen Unabhängigkeitskrieg unterstützten, wurde die Saponi und Tutelos, die sich den Irokesen angeschlossen hatten, gemeinsam mit diesen nach dem Sieg der Amerikaner nach Kanada ins Exil geschickt. Nach diesem Zeitpunkt gibt es keine Aufzeichnungen mehr über diesen Stamm.
Genealogen haben entdeckt, dass der Ausdruck Blackfoot in der Abstammung der östlichen Indianer häufig auch Saponi bedeutet. Saponi, die sich weißen, afroamerikanischen Gemeinschaften oder den Cherokee, Melungon und Goinstown-Indianern anschlossen wurden vermutlich wegen ihrer schwarzen Mokassins häufig als "Blackfoot" bezeichnet. Ihre Nachfahren bilden Gruppierungen, die sich heute als "Eastern Blackfoot" (östliche Blackfoot), "Southern Blackfoot" (südliche Blackfoot) oder einfach als die "Other Blackfoot" (andere Blackfoot) bezeichnen, um sich von den Blackfoot aus Montana, Idaho und Kanada zu unterscheiden.

## Sprache
Es gibt nur wenige Informationen über die ausgestorbene Sprache der Saponi, nach William Byrd II. sprachen sie dieselbe Sprache wie die Occaneechee und die Stenkenock, vermutlich auch die der Meipontsky. Zur Zeit, als linguistische Daten aufgenommen und gesammelt wurden, hatten sich diese miteinander verwandten östlichen Sioux-Stämme bei Fort Christanna in Brunswick County in Virginia niedergelassen. Während die Sprache der Tutelo durch Horatio Hale sehr gut aufgezeichnet werden konnte, gibt es von den Saponi nur zwei Quellen. Es ist unklar, ob die Sprache der Saponi sich von der Sprache der Tutelo überhaupt unterschied und wenn ja, inwiefern dies der Fall war.
Eine der Quellen ist eine Wörterliste von 46 Ausdrücken und Sätzen, die 1716 von John Fontaine bei Fort Christianna aufgenommen wurde. Die andere sind einige übersetzte Namen von Bächen, die William Byrd II. in seiner History of the Dividing Line betwixt Virginia and North Carolina 1728 gelistet hat. Fontaines Liste enthält allerdings nur 16 bis 20 Ausdrücke aus der Sprachfamilie der Sioux, die anderen stammen von den Irokesen- und den Algonkin-Sprachen. Byrds Liste enthält ebenfalls etliche nicht mit der Sprache der Sioux verwandte indianische Namen.